# Tốn Khắc
Tốn Khắc (chữ Hán giản thể: 逊克县, âm Hán Việt: Tốn Khắc huyện) là một huyện thuộc địa cấp thị Hắc Hà, tỉnh Hắc Long Giang, Cộng hòa Nhân dân Trung Hoa. Huyện Tốn Khắc nằm ở ranh giới phía bắc của Hắc Long Giang, bên bờ nam của trung lưu sông Amur, đối diện Amur Oblast của Nga qua sông Amur. Huyện Tốn Khắc có diện tích 17.344 km², dân số 110.000 người. Huyện Tốn Khắc được chia thành 2 trấn, 7 hương và 2 hương dân tộc. 
- Trấn: Ký Khắc, Tốn Hà.
- Hương: A Đình Hà, Tốn Lâm, Ngọc Sơn, Tùng Thụ Câu, Quân Lục, Biên Cương, Thiên Xoá Tử, Đại Bình Đài.
- Hương dân tộc Ngạc Luân Xuân Tân Hưng, hương dân tộc Ngạc Luân Xuân Tân Ngạc.

## Khí hậu
| Dữ liệu khí hậu của Tốn Khắc, elevation 116 m (381 ft), (1991–2020 normals, extremes 1981–2010) | Dữ liệu khí hậu của Tốn Khắc, elevation 116 m (381 ft), (1991–2020 normals, extremes 1981–2010) | Dữ liệu khí hậu của Tốn Khắc, elevation 116 m (381 ft), (1991–2020 normals, extremes 1981–2010) | Dữ liệu khí hậu của Tốn Khắc, elevation 116 m (381 ft), (1991–2020 normals, extremes 1981–2010) | Dữ liệu khí hậu của Tốn Khắc, elevation 116 m (381 ft), (1991–2020 normals, extremes 1981–2010) | Dữ liệu khí hậu của Tốn Khắc, elevation 116 m (381 ft), (1991–2020 normals, extremes 1981–2010) | Dữ liệu khí hậu của Tốn Khắc, elevation 116 m (381 ft), (1991–2020 normals, extremes 1981–2010) | Dữ liệu khí hậu của Tốn Khắc, elevation 116 m (381 ft), (1991–2020 normals, extremes 1981–2010) | Dữ liệu khí hậu của Tốn Khắc, elevation 116 m (381 ft), (1991–2020 normals, extremes 1981–2010) | Dữ liệu khí hậu của Tốn Khắc, elevation 116 m (381 ft), (1991–2020 normals, extremes 1981–2010) | Dữ liệu khí hậu của Tốn Khắc, elevation 116 m (381 ft), (1991–2020 normals, extremes 1981–2010) | Dữ liệu khí hậu của Tốn Khắc, elevation 116 m (381 ft), (1991–2020 normals, extremes 1981–2010) | Dữ liệu khí hậu của Tốn Khắc, elevation 116 m (381 ft), (1991–2020 normals, extremes 1981–2010) | Dữ liệu khí hậu của Tốn Khắc, elevation 116 m (381 ft), (1991–2020 normals, extremes 1981–2010) |
| Tháng                                                                                           | 1                                                                                               | 2                                                                                               | 3                                                                                               | 4                                                                                               | 5                                                                                               | 6                                                                                               | 7                                                                                               | 8                                                                                               | 9                                                                                               | 10                                                                                              | 11                                                                                              | 12                                                                                              | Năm                                                                                             |
| ----------------------------------------------------------------------------------------------- | ----------------------------------------------------------------------------------------------- | ----------------------------------------------------------------------------------------------- | ----------------------------------------------------------------------------------------------- | ----------------------------------------------------------------------------------------------- | ----------------------------------------------------------------------------------------------- | ----------------------------------------------------------------------------------------------- | ----------------------------------------------------------------------------------------------- | ----------------------------------------------------------------------------------------------- | ----------------------------------------------------------------------------------------------- | ----------------------------------------------------------------------------------------------- | ----------------------------------------------------------------------------------------------- | ----------------------------------------------------------------------------------------------- | ----------------------------------------------------------------------------------------------- |
| Cao kỉ lục °C (°F)                                                                              | −4.2 (24.4)                                                                                     | 2.9 (37.2)                                                                                      | 14.4 (57.9)                                                                                     | 28.6 (83.5)                                                                                     | 34.3 (93.7)                                                                                     | 39.0 (102.2)                                                                                    | 36.6 (97.9)                                                                                     | 33.2 (91.8)                                                                                     | 32.2 (90.0)                                                                                     | 28.0 (82.4)                                                                                     | 12.2 (54.0)                                                                                     | 0.2 (32.4)                                                                                      | 39.0 (102.2)                                                                                    |
| Trung bình ngày tối đa °C (°F)                                                                  | −17.1 (1.2)                                                                                     | −11.1 (12.0)                                                                                    | −1.2 (29.8)                                                                                     | 10.9 (51.6)                                                                                     | 19.9 (67.8)                                                                                     | 25.2 (77.4)                                                                                     | 27.4 (81.3)                                                                                     | 25.2 (77.4)                                                                                     | 19.5 (67.1)                                                                                     | 9.3 (48.7)                                                                                      | −4.9 (23.2)                                                                                     | −16.0 (3.2)                                                                                     | 7.3 (45.1)                                                                                      |
| Trung bình ngày °C (°F)                                                                         | −22.7 (−8.9)                                                                                    | −17.8 (0.0)                                                                                     | −7.5 (18.5)                                                                                     | 4.8 (40.6)                                                                                      | 13.3 (55.9)                                                                                     | 19.3 (66.7)                                                                                     | 22.0 (71.6)                                                                                     | 19.7 (67.5)                                                                                     | 13.1 (55.6)                                                                                     | 3.5 (38.3)                                                                                      | −10 (14)                                                                                        | −20.9 (−5.6)                                                                                    | 1.4 (34.5)                                                                                      |
| Tối thiểu trung bình ngày °C (°F)                                                               | −27.9 (−18.2)                                                                                   | −24.1 (−11.4)                                                                                   | −13.9 (7.0)                                                                                     | −1.2 (29.8)                                                                                     | 6.6 (43.9)                                                                                      | 13.4 (56.1)                                                                                     | 17.0 (62.6)                                                                                     | 14.9 (58.8)                                                                                     | 7.4 (45.3)                                                                                      | −1.6 (29.1)                                                                                     | −14.7 (5.5)                                                                                     | −25.6 (−14.1)                                                                                   | −4.1 (24.5)                                                                                     |
| Thấp kỉ lục °C (°F)                                                                             | −40.6 (−41.1)                                                                                   | −40.5 (−40.9)                                                                                   | −30.0 (−22.0)                                                                                   | −14.4 (6.1)                                                                                     | −4.6 (23.7)                                                                                     | 2.6 (36.7)                                                                                      | 8.3 (46.9)                                                                                      | 3.5 (38.3)                                                                                      | −5.3 (22.5)                                                                                     | −17.8 (0.0)                                                                                     | −35.3 (−31.5)                                                                                   | −41.4 (−42.5)                                                                                   | −41.4 (−42.5)                                                                                   |
| Lượng Giáng thủy trung bình mm (inches)                                                         | 6.4 (0.25)                                                                                      | 5.5 (0.22)                                                                                      | 11.0 (0.43)                                                                                     | 21.3 (0.84)                                                                                     | 48.9 (1.93)                                                                                     | 76.6 (3.02)                                                                                     | 136.4 (5.37)                                                                                    | 100.4 (3.95)                                                                                    | 55.4 (2.18)                                                                                     | 30.2 (1.19)                                                                                     | 13.0 (0.51)                                                                                     | 10.7 (0.42)                                                                                     | 515.8 (20.31)                                                                                   |
| Số ngày giáng thủy trung bình (≥ 0.1 mm)                                                        | 8.1                                                                                             | 4.8                                                                                             | 5.2                                                                                             | 7.5                                                                                             | 11.1                                                                                            | 12.9                                                                                            | 14.6                                                                                            | 14.1                                                                                            | 10.8                                                                                            | 8.3                                                                                             | 8.0                                                                                             | 9.2                                                                                             | 114.6                                                                                           |
| Số ngày tuyết rơi trung bình                                                                    | 10.5                                                                                            | 7.4                                                                                             | 7.0                                                                                             | 4.2                                                                                             | 0.3                                                                                             | 0                                                                                               | 0                                                                                               | 0                                                                                               | 0.1                                                                                             | 4.7                                                                                             | 9.9                                                                                             | 12.0                                                                                            | 56.1                                                                                            |
| Độ ẩm tương đối trung bình (%)                                                                  | 72                                                                                              | 68                                                                                              | 63                                                                                              | 54                                                                                              | 55                                                                                              | 68                                                                                              | 77                                                                                              | 79                                                                                              | 71                                                                                              | 63                                                                                              | 69                                                                                              | 72                                                                                              | 68                                                                                              |
| Số giờ nắng trung bình tháng                                                                    | 173.5                                                                                           | 206.8                                                                                           | 250.2                                                                                           | 233.8                                                                                           | 241.9                                                                                           | 241.4                                                                                           | 226.3                                                                                           | 211.8                                                                                           | 203.7                                                                                           | 178.7                                                                                           | 160.5                                                                                           | 149.5                                                                                           | 2.478,1                                                                                         |
| Phần trăm nắng có thể                                                                           | 64                                                                                              | 72                                                                                              | 67                                                                                              | 56                                                                                              | 51                                                                                              | 50                                                                                              | 47                                                                                              | 48                                                                                              | 55                                                                                              | 54                                                                                              | 60                                                                                              | 59                                                                                              | 57                                                                                              |
| Nguồn: China Meteorological Administration                                                      |                                                                                                 |                                                                                                 |                                                                                                 |                                                                                                 |                                                                                                 |                                                                                                 |                                                                                                 |                                                                                                 |                                                                                                 |                                                                                                 |                                                                                                 |                                                                                                 |                                                                                                 |